# Kanaler i Irland
Dette er en liste over kanaler på øen Irland, og dækker således kanaler i både Republikken Irland og Nordirland.

## Sejlbare kanaler
- Ardnacrusha Canal
- Grand Canal
- Jamestown Canal
- Lecarrow Canal
- Newry Ship Canal
- Royal Canal
- Shannon–Erne Waterway
- Tralee Ship Canal
- Barrow Navigation

## Nedlagte kanaler
- Athlone Canal
- Ballinasloe Canal
- Boyne Navigation
- Bridgetown Canal
- Broharris Canal
- Coalisland Canal (Tyrone Navigation)
- Cong Canal (Dry Canal)
- Dukart's Canal
- Eglinton Canal
- Lacy's Canal
- Lismore Canal
- Kilkenny Canal
- Killaloe Canal & Plassey–Errina Canal
- Lagan Canal (Lagan Navigation)
- Newry Canal
- Park Canal
- Strabane Canal
- Ulster Canal

## Opfyldte kanaler
- Grand Canal Harbour (nær St. James's Gate), Dublin
- Royal Canal en sidegren til Constitution Hill harbour, Dublin (aka Broadstone line)